# The Dark Place
The Dark Place è un film del 2014 diretto da Jody Wheeler.

## Trama
Keegan Dark, affetto da ipertimesia, giunge con il suo ragazzo alla villa di sua madre. Lì il giovane non solo è costantemente perseguitato dal suo passato, ma scopre anche una trama che mette la sua vita e quelle dei suoi cari in serio pericolo.

## Produzione

### Sviluppo
Il film è stato girato a Hillsboro e Portland, in Oregon.

## Accoglienza

### Critica
Ed Kennedy di The Backlot ha detto: "Rinfrescante... un vero thriller con una splendida ambientazione, attori fantastici con relazioni complicate". Timothy Junes di Zizo Online ha commentato: "The Dark Place non è né un capolavoro né un mostro di film. È rinfrescante vedere dove l'omosessualità è un dato di fatto e nessun tema in sé. Divertente".

## Riconoscimenti
- 2015 - TLA Gaybie Awards[4][5]
  - Best Gay Thriller